# Ковиљка Шипка
Ковиљка Шипка је српска глумица. Члан је Народног позоришта Републике Српске од 2002. године.

## Живот
Живи у Бањалуци.

## Улоге
| Год.        | Назив                  | Улога             |
| ----------- | ---------------------- | ----------------- |
| 2020.       | Кости                  |                   |
| 2020.       | Хотел Балкан           |                   |
| 2019.-2020. | Добро јутро, комшија   |                   |
| 2008.       | То топло љето          | Вахида Тонтић     |
| 2006.       | Зврк                   |                   |
| 1999.       | Жене, људи и остало    |                   |
| 1986.       | Мисија мајора Атертона |                   |
| 1985.       | Приче из фабрике       | текстилна радница |
| 1987.       | Женска прича           |                   |